# Dolce (Jesenice)
Dolce jsou malá vesnice, část obce Jesenice v okrese Příbram. Vznikla ke dni 12. 6. 2015. V roce 2011 zde žilo 9 obyvatel a nacházelo se zde 7 domů.

## Další fotografie

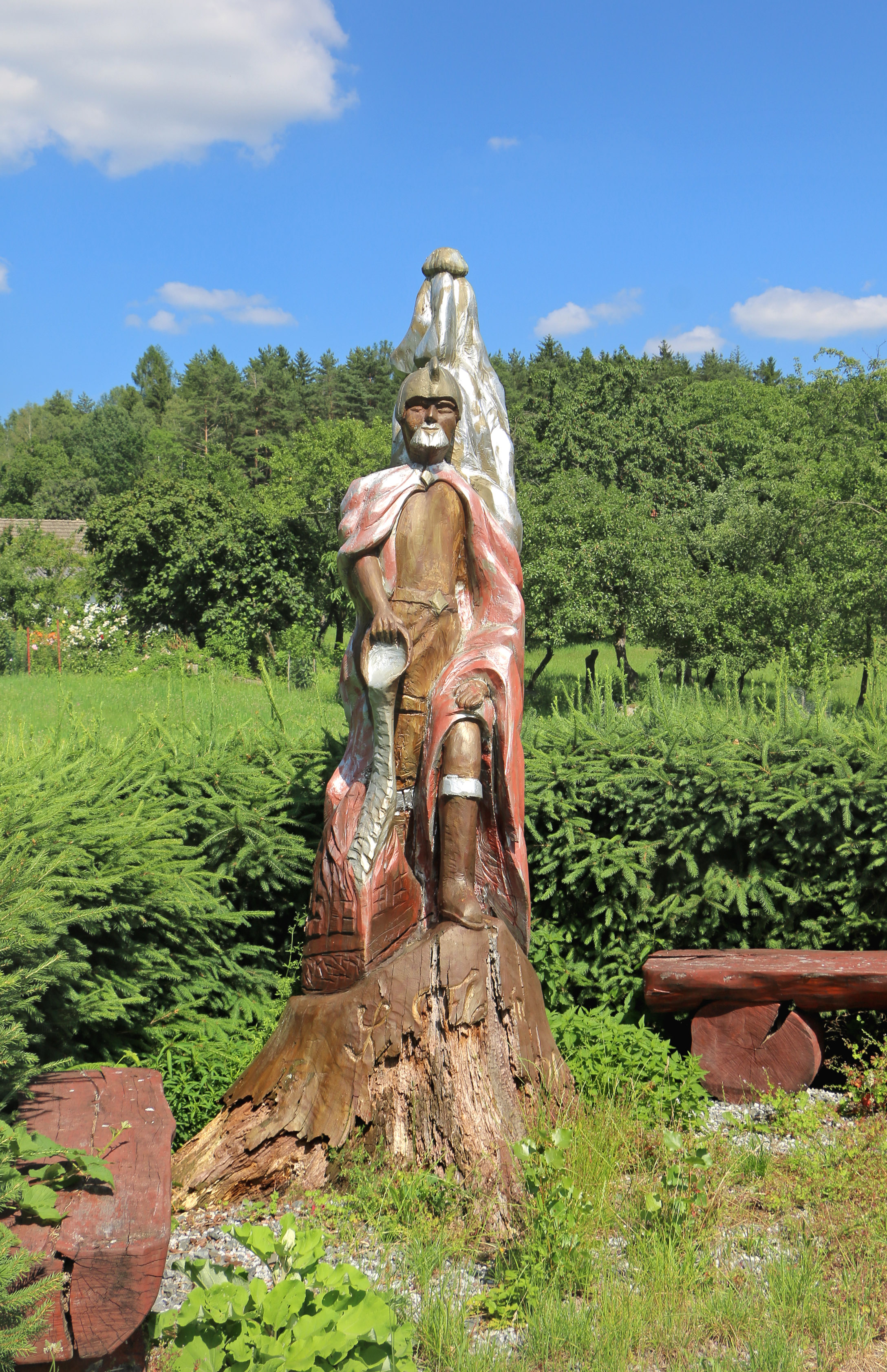
Dřevořezba u laviček
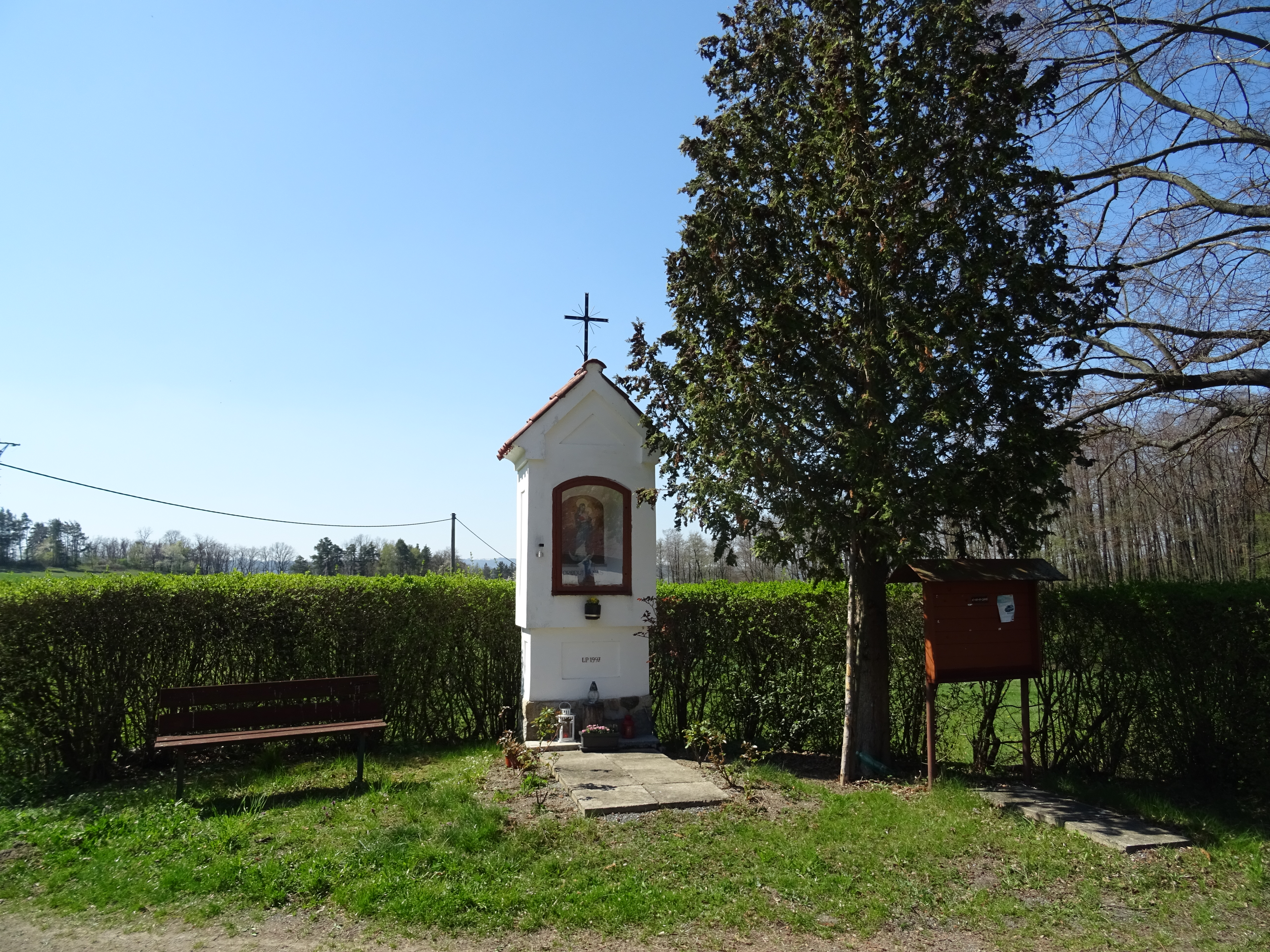
Výklenková kaplička
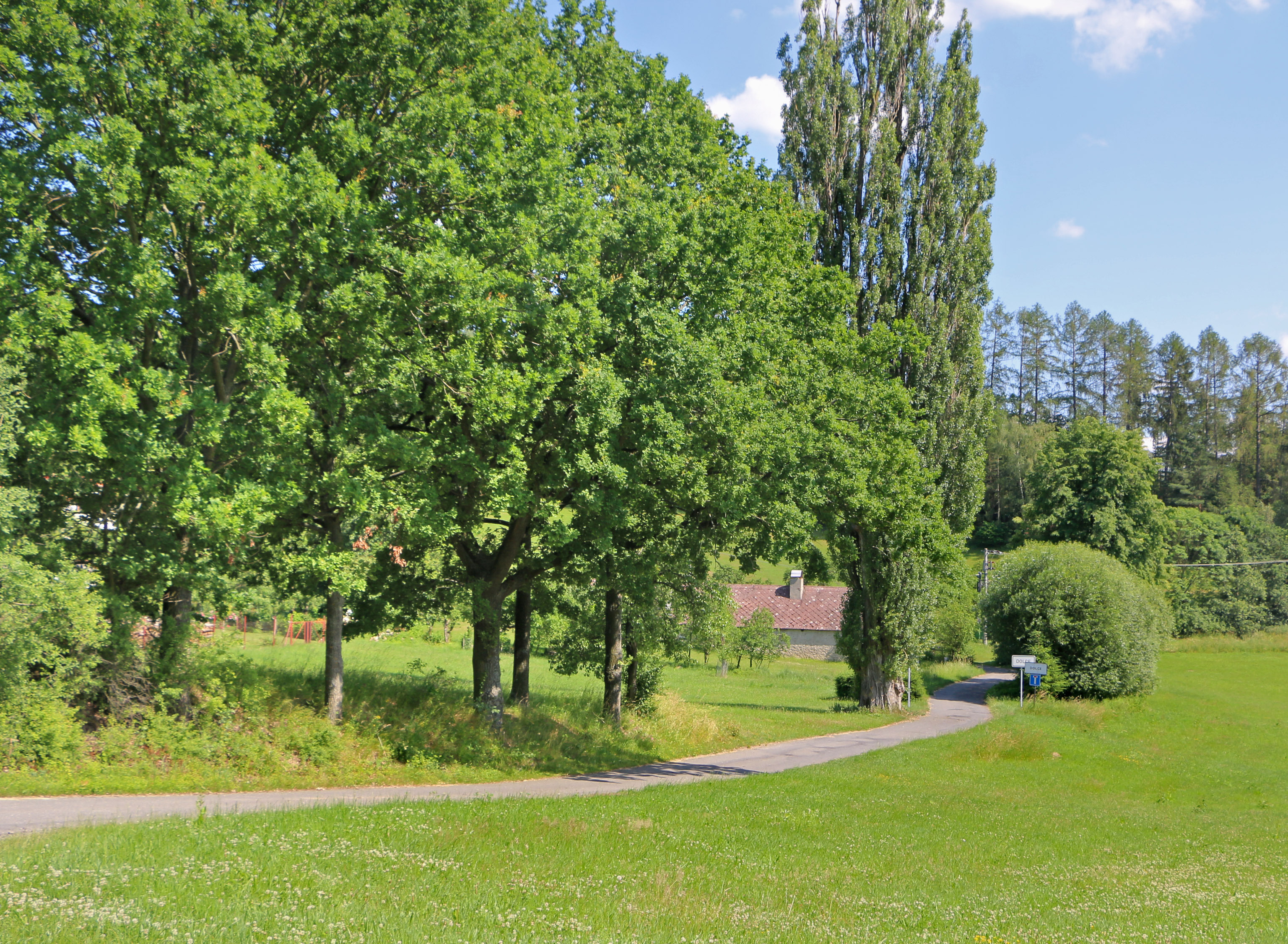
Příjezd do vesnice